# Ceremonia de clausura de los Juegos Olímpicos de Tokio 2020
La ceremonia de clausura de los Juegos Olímpicos de Tokio 2020 se llevó a cabo el domingo 8 de agosto de 2021 en el Estadio Olímpico de Tokio. Como parte del protocolo, la ceremonia presentó un espectáculo cultural y elementos protocolares, como los discursos de clausura (realizados por Thomas Bach, presidente del Comité Olímpico Internacional, y Seiko Hashimoto, presidenta del Comité Organizador), la entrega de la bandera olímpica de la gobernadora de Tokio, Yuriko Koike, a la alcaldesa de París, Anne Hidalgo, y el apagado de la llama olímpica. El tema de las Ceremonias Olímpicas es Avanzar, haciendo referencia a la pandemia mundial de COVID-19, y el tema de la ceremonia de clausura es Worlds We Share, que se espera cubra el impacto global, la diversidad y un futuro más brillante.
La ceremonia de clausura fue en gran parte pregrabada con algunos segmentos en vivo. Los artistas intérpretes o ejecutantes se adhirieron a medidas de distanciamiento social durante las porciones en vivo. Se esperaba que hubiera un segmento que conmemorara a las personas que perdieron la vida en eventos 'desgarradores' de la historia, como el bombardeo de Hiroshima. Sin embargo, esa parte se redujo debido a problemas de tiempo.

## Ceremonia
El Comité Organizador de los Juegos Olímpicos y Paralímpicos de Tokio (TOCOG) dio el primer informe de los preparativos en diciembre de 2017, con la publicación del documento de "Política básica" para las ceremonias olímpicas y paralímpicas.El documento se basó en los comentarios de los expertos y las opiniones del público japonés e incluye los elementos fundamentales para el posicionamiento y el concepto general de las cuatro ceremonias. La ceremonia de apertura olímpica es para presentar los temas y conceptos de las 4 ceremonias, incluida la paz, la convivencia, la reconstrucción, el futuro, Japón y Tokio, los atletas y la participación.
Las ceremonias de apertura y clausura han tenido tres directores diferentes como su Director Creativo Jefe. Entre julio de 2018 y diciembre de 2020, Mansai Nomura, actor del teatro tradicional japonés, fue el director creativo en jefe. Normura dejó el cargo y se convirtió en asesora. Entre diciembre de 2020 y marzo de 2021, Hiroshi Sasaki fue director creativo en jefe, hasta que Sasaki renunció después de hacer un comentario despectivo sobre la comediante e icono de la moda japonesa Naomi Watanabe. Los informes se produjeron un mes después de que Yoshirō Mori, presidente del Comité Organizador de Tokio 2020, renunciara por comentarios despectivos sobre las mujeres miembros del Comité. Desde marzo de 2021, Takayuki Hioki, director general de Sports Branding Japan, ha sido subdirector de ceremonias y productor ejecutivo.
Marco Balich, de Balich Worldwide Shows, es el asesor principal del productor ejecutivo. Balich estuvo involucrado como productor de las ceremonias de los Juegos Olímpicos de Invierno 2006, Juegos Olímpicos de Invierno 2014 y Juegos Olímpicos de Verano 2016, y ha realizado otras ceremonias internacionales como la Universiada de Verano 2019 y los Juegos Panamericanos 2019 en Lima. En julio de 2019, mencionó que su participación será en asociación con la empresa de publicidad japonesa Dentsu. El director creativo de Dentsu para estas ceremonias, Kaoru Sugano, renunció en enero de 2020 por acusaciones de acoso.

### Impacto COVID-19
En un comunicado de prensa preliminar, "Moving Forward" será un tema constante para las Ceremonias de Apertura y Clausura de 2020. Las ceremonias estarán vinculadas por el concepto de "Avanzar", una referencia a la recuperación de la pandemia de COVID-19. "Hemos diseñado las ceremonias en torno al concepto de que los Juegos pueden traer nuevas esperanzas y aliento a las personas de todo el mundo a través de la participación activa de los atletas en los Juegos de Tokio 2020 y mediante el poder del deporte", declararon los organizadores. Así era de esperarse, ya que justo después del aplazamiento, Balich dejó constancia de que la crisis se mencionará en algún momento de la ceremonia por su trascendencia en los juegos.
El tema de la ceremonia de clausura será "Mundos que compartimos", que se espera cubra temas de diversidad e inclusión y un futuro más brillante.
Gran parte de las secciones artísticas y culturales de la ceremonia se adherirán a las pautas de distanciamiento social y la mayoría de los segmentos estarán pregrabados. 300.000 yenes.

### Sede
El Nuevo Estadio Nacional servirá como estadio principal para la ceremonia de clausura. La demolición del antiguo Estadio Nacional se completó en mayo de 2015, seguida de la construcción del nuevo estadio que comenzó en el mismo lugar el 11 de diciembre de 2016. El estadio se entregó al COI el 30 de noviembre de 2019 para los juegos necesarios y los preparativos de la ceremonia. La capacidad durante los Juegos Olímpicos será de 60.102 personas teniendo en cuenta las áreas de asientos de prensa y ejecutivos.

### Actas
Muchas secuencias de la ceremonia estarán pregrabadas.

### Ceremonia de Amberes
La ceremonia de Amberes es una tradición que se ha celebrado en todas las ceremonias de clausura desde 1920. Yuriko Koike, gobernadora de Tokio, pasó la bandera al presidente del COI, Thomas Bach, quien luego le entregó la bandera olímpica a Anne Hidalgo, la Alcaldesa de París. Le seguirá el izamiento de la bandera de Francia y la interpretación de su himno nacional. Después del Himno Nacional Francés, fue seguido por una presentación artística de los Juegos Olímpicos de Verano de 2024, mostrando las culturas francesa y parisina, que incluirá música de Yoann Lemoine, más conocida como Woodkid, y la Orquesta Nacional de Francia. Por primera vez, alrededor del 90% de la Ceremonia de Amberes se llevó a cabo en la propia Francia y será filmada y transmitida por satélite, como parte de un plan de la Agenda 2020 implementado por el Comité Olímpico Internacional. Discovery, Inc. (a través de Eurosport) y France Télévisions, las redes anfitrionas de los Juegos Olímpicos de 2024, participaron principalmente en la presentación de París 2024, ya que se encargaron de la mayor parte del proceso de filmación de la presentación junto con OBS. Ésta fue la primera vez en la historia olímpica que la presentación se realizó a plena capacidad de espectadores en el Trocadéro de París, ya que los artistas franceses no pudieron viajar a Japón debido a la pandemia de COVID-19 en Francia. La barra de espectadores en Tokio también afectó la visualización de la presentación en ese país, ya que la audiencia limitada vio la presentación a través de la pantalla del estadio.
Después de la presentación y los discursos de clausura, una escena que muestra la astronomía y los viajes en el nanoespacio y un resumen de los años que han pasado después de los Juegos Olímpicos de Tokio 1964 y cómo se extinguió el caldero después de las actuaciones que se extinguió y cerró con poderes telequinéticos, sin embargo, la telequinesis fue imposible en la vida real ya que el caldero se cerraba manualmente. Después de que se cerró el caldero, se mostró un video que muestra los Juegos Paralímpicos de Tokio 2020. El mensaje de despedida incluía la palabra "Arigato", que está escrita en el mismo estilo que "Sayonara" durante la ceremonia de clausura de los Juegos Olímpicos de Tokio 1964, aunque utilizando cubos de juguete stop-motion en lugar de un marcador.

## Personalidades
- Estonia: Presidenta de Estonia Kersti Kaljulaid
- Japón: Emperador Naruhito, el príncipe heredero Fumihito, la gobernadora de Tokio Yuriko Koike y la presidenta del Comité Organizador de los juegos Seiko Hashimoto.
- Francia: Anne Hidalgo, alcaldesa de París, Jean Castex primer ministro de Francia y su esposa Sandra Castex
- Estados Unidos: Embajadora de los Estados Unidos ante las Naciones Unidas Linda Thomas-Greenfield
- Presidente del Comité Olímpico Internacional Thomas Bach

## Himnos
- Takarazuka Revue - Himno Nacional de Japón
- Himno Nacional de Grecia
- Tomotaka Okamoto - Himno Olímpico
- Orquesta Nacional de Francia conducido por Chloé Dufresne; Thomas Pesquet (pregrabado) - Himno Nacional de Francia